# IFTTT
IFTTT és un servei web que permet als usuaris crear cadenes de declaracions condicionals senzilles, anomenades «receptes», basades en canvis a altres serveis web com Gmail, Facebook, Instagram o Pinterest. És una abreviatura de «If This, Then That». IFTTT ha rebut una recepció positiva a publicacions com Forbes, Time, Wired, The New York Times, i Reader's Digest.
Una recepta típica té una estructura així: «si..., aleshores...». Per exemple: si un usuari piula amb una etiqueta de Twitter determinada, aleshores s'ha d'enviar automàticament un missatge de correu electrònic. O, si un usuari és etiquetat per algú a Facebook, llavors aquella foto serà afegida al núvol de l'usuari.
El programari fou creat per Linden Tibbets, Jesse Tane i Alexander Tibbets a San Francisco, Califòrnia el 7 de setembre de 2011. La versió per a iPhone va ser llançada el 10 de juliol de 2013 i disposava de tres canals: iOS Fotos, Recordatoris i Contactes. La versió per a iPad es va publicar l'abril de 2014. El mateix mes de 2014, IFTTT va alliberar una versió per a dispositius Android. El 19 de febrer de 2015, IFTTT va rebatejar la seva aplicació original com a IF i va alliberar una suite nova d'apps anomenades DO, que permeten als usuaris crear aplicacions d'accés directe. Linden Tibets va dir que durant el 2015 es «cuinaven» unes 20 milions de «receptes» al dia.